# Носа-Сеньора-ду-Сокорру
Носа-Сеньора-ду-Сокорру (порт. Nossa Senhora do Socorro) — муниципалитет в Бразилии, входит в штат Сержипи. Составная часть мезорегиона Восток штата Сержипи. Входит в экономико-статистический микрорегион Аракажу. Население составляет 179 060 человек на 2006 год. Занимает площадь 157,2 км². Плотность населения — 1140,5 чел./км².

## История
Город основан в 1868 году.

## Статистика
- Валовой внутренний продукт на 2004 составляет 851.339.000,00 реалов (данные: Бразильский институт географии и статистики).
- Валовой внутренний продукт на душу населения на 2004 составляет 5.173,00 реалов (данные: Бразильский институт географии и статистики).
- Индекс развития человеческого потенциала на 2000 составляет 0,696 (данные: Программа развития ООН).

## География
Климат местности: полупустыня.